# (1752) van Herk
Pour les articles homonymes, voir Van Herk.
(1752) van Herk est un astéroïde de la ceinture principale.

## Description
(1752) van Herk est un astéroïde de la ceinture principale. Il fut découvert le 22 juillet 1930 à Johannesbourg par Hendrik van Gent. Il présente une orbite caractérisée par un demi-grand axe de 2,24 UA, une excentricité de 0,20 et une inclinaison de 3,5° par rapport à l'écliptique.

## Nom
(1752) van Herk a été nommé en l'honneur de Gijsbert van Herk (1907 – 1999), astronome néerlandais. La citation de nommage indique :

« Nommé en l'honneur de G. van Herk, ancien membre de l'équipe de l'Observatoire de Leyde et autorité reconnue en astrométrie. Nom proposé par l'Observatoire de Leyde. »

— Minor Planet Circular 5357

## Compléments